# Futebolista sul-americano do ano 2018

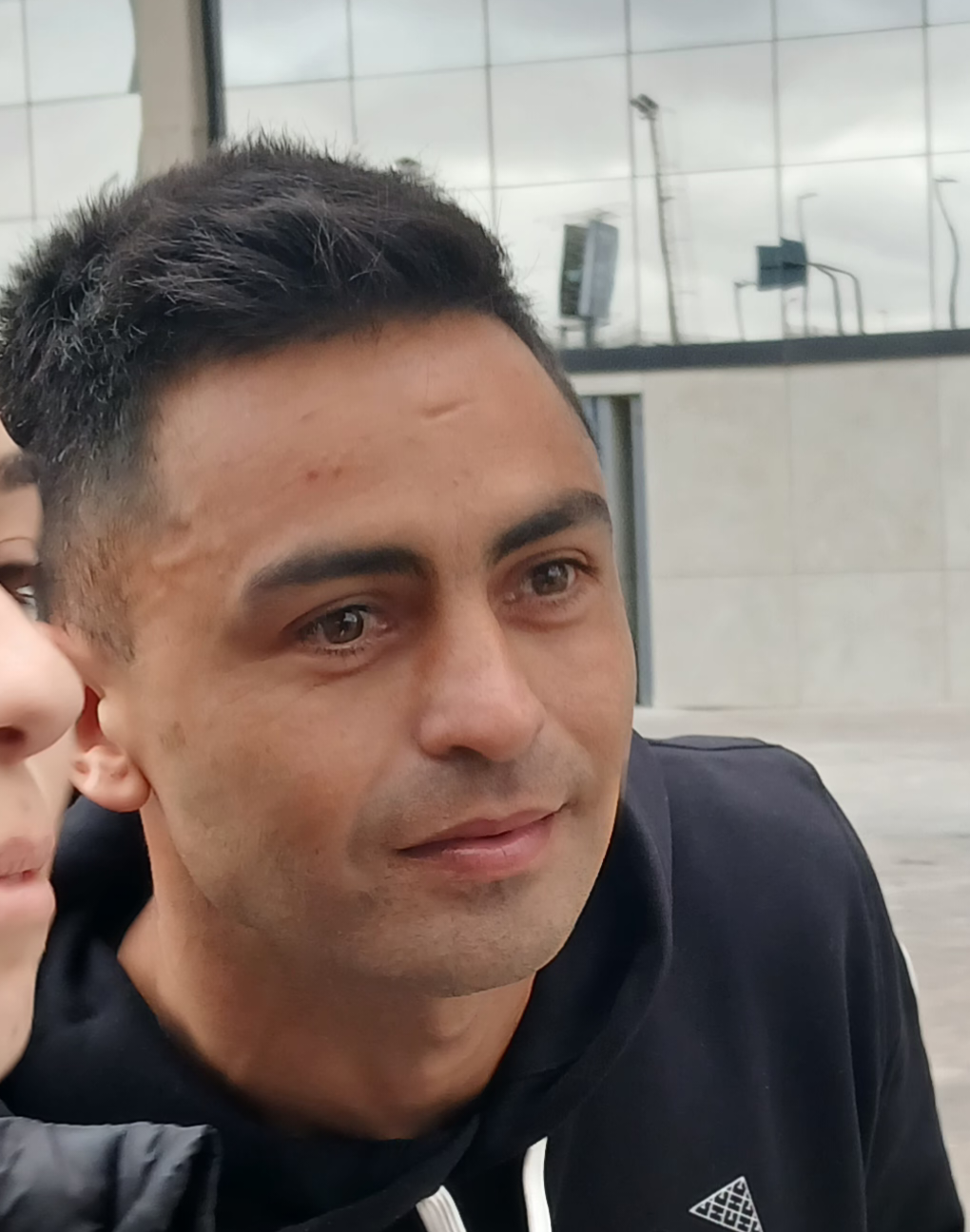
Martinez sagrou-se campeão.

O prêmio de Futebolista sul-americano do ano de 2018, chamado de Rei da América, foi organizado pelo jornal uruguaio El País. O argentino Gonzalo "Pity" Martínez, do River Plate, sagrou-se vencedor com aproximadamente 41% dos votos. A definição ocorreu pela votação de 320 jornalistas. 

## Os três finalistas
| Posição | Jogador       | Nacionalidade | Clube       | % dos votos     |
| ------- | ------------- | ------------- | ----------- | --------------- |
| 1°      | Pity Martínez | Argentina     | River Plate | 41 (130 votos)  |
| 2°      | Juan Quintero | Colômbia      | River Plate | 15 (49 votos)   |
| 3°      | Franco Armani | Argentina     | River Plate | 12,5 (40 votos) |

## Seleção do ano
| Setor      | Jogador           | Nacionalidade | Clube        |
| Goleiro    | Franco Armani     | Argentina     | River Plate  |
| Defesa     | Jonatan Maidana   | Argentina     | River Plate  |
| Defesa     | Pedro Geromel     | Brasil        | Grêmio       |
| Defesa     | Walter Kannemann  | Argentina     | Grêmio       |
| Meio-campo | Nahitan Nández    | Uruguai       | Boca Juniors |
| Meio-campo | Wilmar Barrios    | Colômbia      | Boca Juniors |
| Meio-campo | Exequiel Palacios | Argentina     | River Plate  |
| Meio-campo | Pity Martínez     | Argentina     | River Plate  |
| Atacante   | Dudu              | Brasil        | Palmeiras    |
| Atacante   | Juan Quintero     | Colômbia      | River Plate  |
| Atacante   | Darío Benedetto   | Argentina     | Boca Juniors |

## Treinador do ano
| Posição | Treinador        | Nacionalidade | Time            | % dos votos     |
| ------- | ---------------- | ------------- | --------------- | --------------- |
| 1°      | Marcelo Gallardo | Argentina     | River Plate     | 278 (130 votos) |
| 2°      | Ricardo Gareca   | Argentina     | Seleção Peruana | 5 (16 votos)    |
| 3°      | Gerardo Martino  | Argentina     | Atlanta United  | 3,5 (11 votos)  |